# KTVニュース
『KTVニュース』（ケイティーブイニュース）は、かつて、関西テレビ（KTV）で放送されていたローカルニュース番組の総称。『産経テレニュースFNN』と『FNNニュース』などの差し替えタイトルとして使用されていたが、すべて関西ローカルのニュースを内包して放送していた。
関西テレビが2015年3月30日より局の呼称を「カンテレ」に統一するのに伴い同年3月29日（30日未明）で放送終了した。後番組は『カンテレNEWS』。

## 放送時間
- 月曜日 - 金曜日 14:55 - 14:57
  - 関西ローカルニュース。かつてはニュースの後に当日の『FNNスーパーニュースアンカー』の内容告知を1分間行っていた。
- 日曜日 6:00 - 6:15、11:50 - 12:00
  - 『産経テレニュースFNN』のタイトル差し替え。オープニングとエンディングは音楽も含めて差し替え。
- 日曜日 23:45 - 23:55
  - 『FNNニュース』のタイトル差し替え。

タイトルのみを差し替えており、スポンサーや『FNNニュース』の音楽は差し替えずにネットしている。エンディング5秒も東海テレビやテレビ西日本のように完全差し替えはせず、タイトルのみの差し替えとなっている。ただし、F1開催時には映像・音楽ともに差し替えていた（2011年に地上波放送打ち切り）。
日曜日 0:00 - 0:15（土曜日深夜）の『FNNニュース』については、改変せずにそのまま放送する。これは、EPG上の番組名としては『すぽると!』と合体した構成（「ニュース&すぽると!」）となっているためである（実際には「ニュース」と「すぽると!」は別番組）。これは他のFNN系列局でも同様で、タイトル差し替え無しで放送されている。

## 年末年始時期のFNNニュースの対応
年末年始時期に放送するFNNニュースについては、2013年末時点で以下のように対応している。
- 基本的に一部（下記）を除いて朝・昼・夕方・深夜ともにオープニング・エンディングを『KTVニュース』に差し替えて放送している。年末はローカルスポンサーも付く。ローカル枠は朝を除いてある。
- 2012年12月25日と12月26日、および2013年1月4日には『FNNニュース』として放送。5分間 - 15分間のニュースに関しては『KTVニュース』のオープニングとエンディングに差し替えるが、30分間のニュースに関してはそのまま『FNNニュース』として放送している（ローカルスポンサーも付かない）。

## きょうの空模様
朝の『産経テレニュースFNN』のローカル枠で約3分間天気予報として放送している。フジテレビからの全国の天気は放送しない。
概況の画面は、気象衛星ひまわりの画像を使用。各地の天気（2010年7月からは天気マークと予想気温が追加）、映像は自然と音楽を強調した映像。以前は、関西サイクルスポーツセンターなどの映像が使用された。

## 担当のアナウンサー
関西ローカル枠ニュースは、定年退職後に嘱託契約を結んだアナウンサーを含めて、関西テレビのアナウンサーが日替わりでほぼ全員担当している。ただし、午後・深夜のローカル枠については、曜日・時間帯ごとの担当アナウンサーがほぼ固定されている。また、嘱託契約のアナウンサーを含めて、アナウンサーのテロップは「関西テレビ・○○（名前）」と表示されている。下記はニュースJAPANのローカル枠担当者。
- 川島壮雄（月）
- 山本悠美子（火）
- 高橋真理恵（水）

## 以前のタイトル差し替え番組
- FNNニュースレポート5:30 → FNNスーパータイム（土曜・日曜版のみ） - 1980.4 - 1986.3
- FNNニュース最終版（第1期） → FNNニュースレポート23:00（土曜・日曜版はFNNニュースレポート23:30） - 1968.4 - 1987.3
- FNNスピーク（土曜日のみ） - 2001. 4 - 2007.3